# 大光明寺
大光明寺（だいこうみょうじ）は、京都市上京区相国寺門前町にある臨済宗相国寺派の寺院。大本山相国寺の塔頭。山号は梵王山（ぼんおうざん）。本尊は普賢菩薩。伏見宮家歴代の菩提寺である。

## 歴史
暦応2年（1339年）、後伏見天皇女御で、光厳上皇・光明上皇の生母である広義門院（西園寺寧子）が、後伏見天皇の菩提を弔うため現在の伏見区桃山町泰長老にあった伏見離宮に隣接して創建された。
応永8年（1401年）、伏見離宮ともども大光明寺も焼失するが、双方再建される。後に、光厳上皇の子・崇光天皇の子である初代伏見宮の栄仁親王が応永23年（1416年）に当寺に葬られると、それ以来伏見宮家歴代の菩提寺となった。
大光明寺は応仁の乱やその後の戦乱で衰退したが、西笑承兌が住持の時に豊臣秀吉が伏見離宮跡地に指月山伏見城を築城するのに合わせ、文禄3年（1594年）、秀吉が方丈を、また120人もの大名がその他の堂舎を寄進して復興が行われた。しかし、慶長年間（1596年 - 1615年）に焼失している。
慶長16年（1611年）に徳川家康によって相国寺の塔頭として現在地に移され、再興されたが、元和7年（1621年）に焼失する。再建後、天明8年（1788年）の天明の大火で相国寺もろとも全焼したが、文政元年（1818年）に再建された。
1868年（明治元年）に廃仏毀釈で廃寺となり、残されていた建物は1873年（明治6年）に伏見宮家の菩提所とされた塔頭心華院に合併された。しかし、1906年（明治39年）に心華院、廃寺となっていた常徳院と大光明寺の相国寺内の塔頭が合併し、新たに寺名を由緒ある大光明寺としたため、再興がなされた。

## 境内
- 方丈 - 本堂。本尊の普賢菩薩を祀る。
- 方丈南庭「心字の庭」 - 枯山水庭園。
- 書院
- 伏見宮栄仁親王の墓
- 伏見宮家歴代の墓
- 足利義尚の墓
- 玄関
- 庫裏
- 中門
- 庭園「峨嵋山の庭」 - 枯山水庭園。
- 山門

## 文化財

### 重要文化財
- 絹本著色羅漢像

## 前後の札所
京都十三仏霊場
3 泉涌寺塔頭戒光寺　-　4 相国寺塔頭大光明寺　-　5 大善寺

## アクセス
- 京都市営地下鉄 烏丸線 今出川駅下車、徒歩5分
- 京都市営バス 同志社前下車、徒歩5分。